# دشنه‌ماران
دِشنِه‌ماران (Atractaspididae) خانواده‌ای از مارها هستند که در آفریقا و خاورمیانه زندگی می‌کنند. هم‌اینک ۱۲ سرده از آن‌ها شناخته شده‌است.
بیشتر دشنه‌ماران حمله نمی‌کنند و کوچک‌تر از آنند که زهرشان بر انسان اثرگذار شود.
مرگ انسان‌ها در اثر نیش دشنه‌ماران خیلی کم رخ داده‌است.